# Клуб якобінців

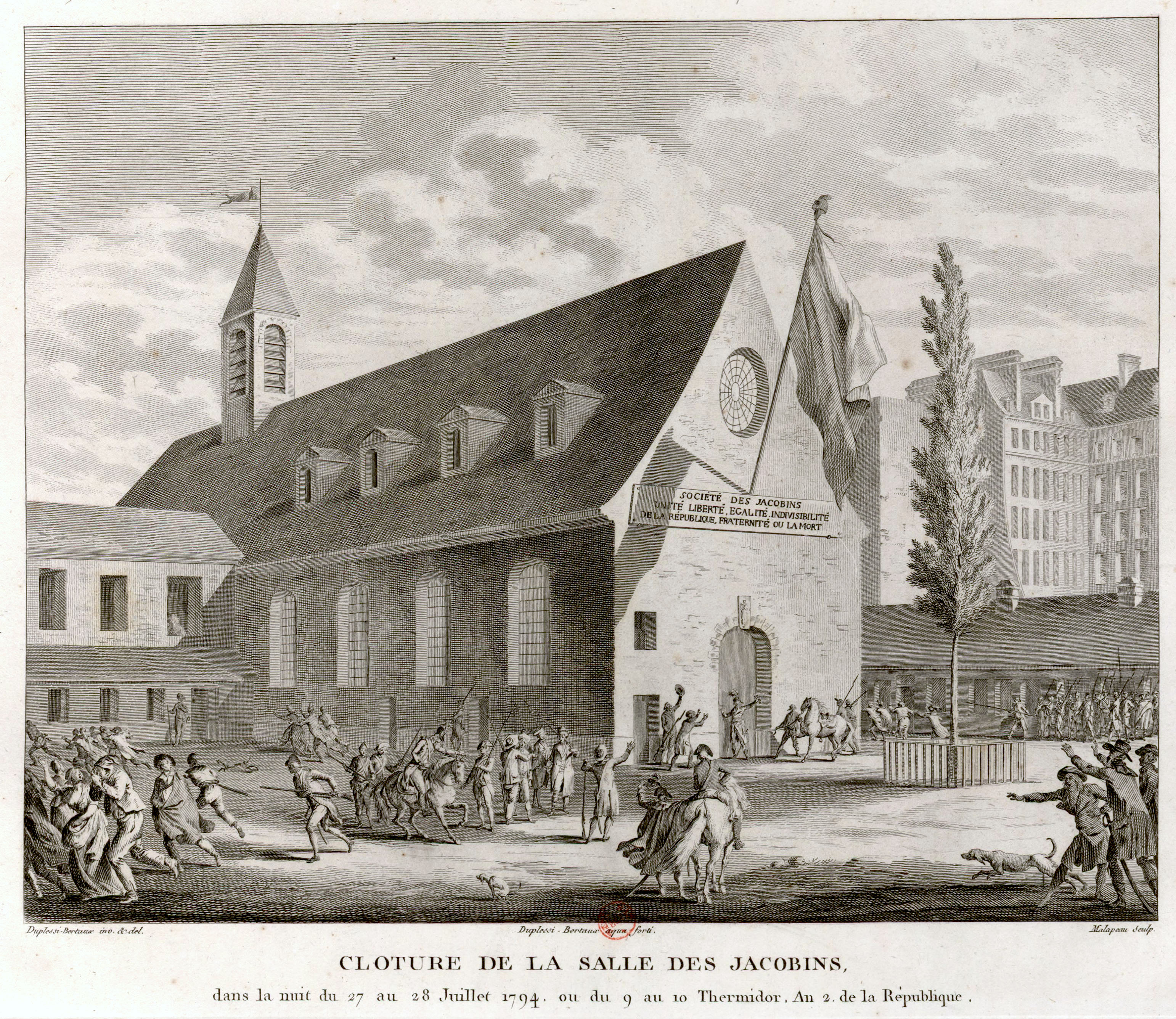
Дзвіниця зали якобінців

Клуб якобінців (фр. Club des Jacobins) або Товариство друзів Конституції (фр. Société des amis de la Constitution перейменовано Товариство якобінців, друзів свободи і рівності (Société des Jacobins, amis de la liberté et de l'égalité) після 1792) — дискусійний клуб часів Великої французької революції, який одержав назву від монастиря Святого Якова, в якому збирався. Членів клубу називали якобінцями (фр. Jacobins; французька: [ʒakɔbɛ̃]).

## Історія
Клуб був заснований у Версалі під назвою бретонського клубу, оскільки більшість його членів були вихідцями з Бретані, які об'єдналися навколо адвоката Ле Шапельє. Згуртувавши довкола себе представників інших регіонів Франції, бретонський клуб перейменував себе у Товариство друзів Конституції. У жовтні 1789 року депутати перебралися до Парижа, де збиралися в монастирі святого Якова.
Члени клубу відіграли значну роль у розвитку подій Французької революції. Зокрема, вони очолювали Комітет громадського порятунку, який проводив політику революційного терору, який іноді називають якобінським, а відповідний період — якобінською диктатурою.
Клуб припинив існування 12 листопада 1794 року, хоча його значення зменшилося від часу страти М. Робесп'єра під час Термідоріанського перевороту.

## Видатні члени
- Жорж Жак Дантон
- Максиміліан Робесп'єр
- Сен-Жюст
- Жозеф Фуше
- Антуан Франсуа де Фуркруа

### Про клуб та його членів
- Яков Захер. Сен-Жюст. Жизнь, идеология, деятельность. — Петроград: Государственное издание, 1922. — 78 с.(рос.)
- Анатолий Левандовский. Дантон. — Москва: «Молодая гвардия», 1964. — 384 с. (ЖЗЛ)(рос.)
- Анатолий Левандовский. Робеспьер. — Москва: «Молодая гвардия», 1959. — 490 с. (ЖЗЛ)(рос.)
- Альберт Манфред. Три портрета эпохи Великой Французской революции: Руссо, Мирабо, Робеспьер. — Москва: «Мысль», 1989. — 432 с.(рос.)
- О. Мироненко. Якобінство // Політична енциклопедія. Редкол.: Ю. Левенець (голова), Ю. Шаповал (заст. голови) та ін. — К.: Парламентське видавництво, 2011. — С. 795. ISBN 978-966-611-818-2
- Григорий Фридлянд. Дантон. — Москва—Ленинград: Жургаз, 1934. (ЖЗЛ)(рос.)

### Твори членів клубу
- Жорж-Жак Дантон. Избранные речи. — Харьков: Государственное издательство Украины. 1924.(рос.)
- Максимилиан Робеспьер. Избранные произведения: В 3-х тт. — Москва: «Наука», 1965.
  - Т. 1: От начала революции до свержения монархии. — 379 с.(рос.)
  - Т. 2: От свержения монархии до падения Жиронды. — 400 с.(рос.)
  - Т. 3: Якобинская литература. — 319 с.(рос.)
- Максиміліян Робесп'єр. Про представницьке урядування // «Всесвіт» (Київ). — 1989. — № 7. — Стор. 156—161.
- Луи Антуан Сен-Жюст. Речи. Трактаты. — Санкт-Петербург: «Наука», 1995. — 472 с.(рос.)